# Liste der Stationen der optischen Telegrafenlinie Metz–Mainz
Liste der Stationen der optischen Telegrafenlinie Metz–Mainz.

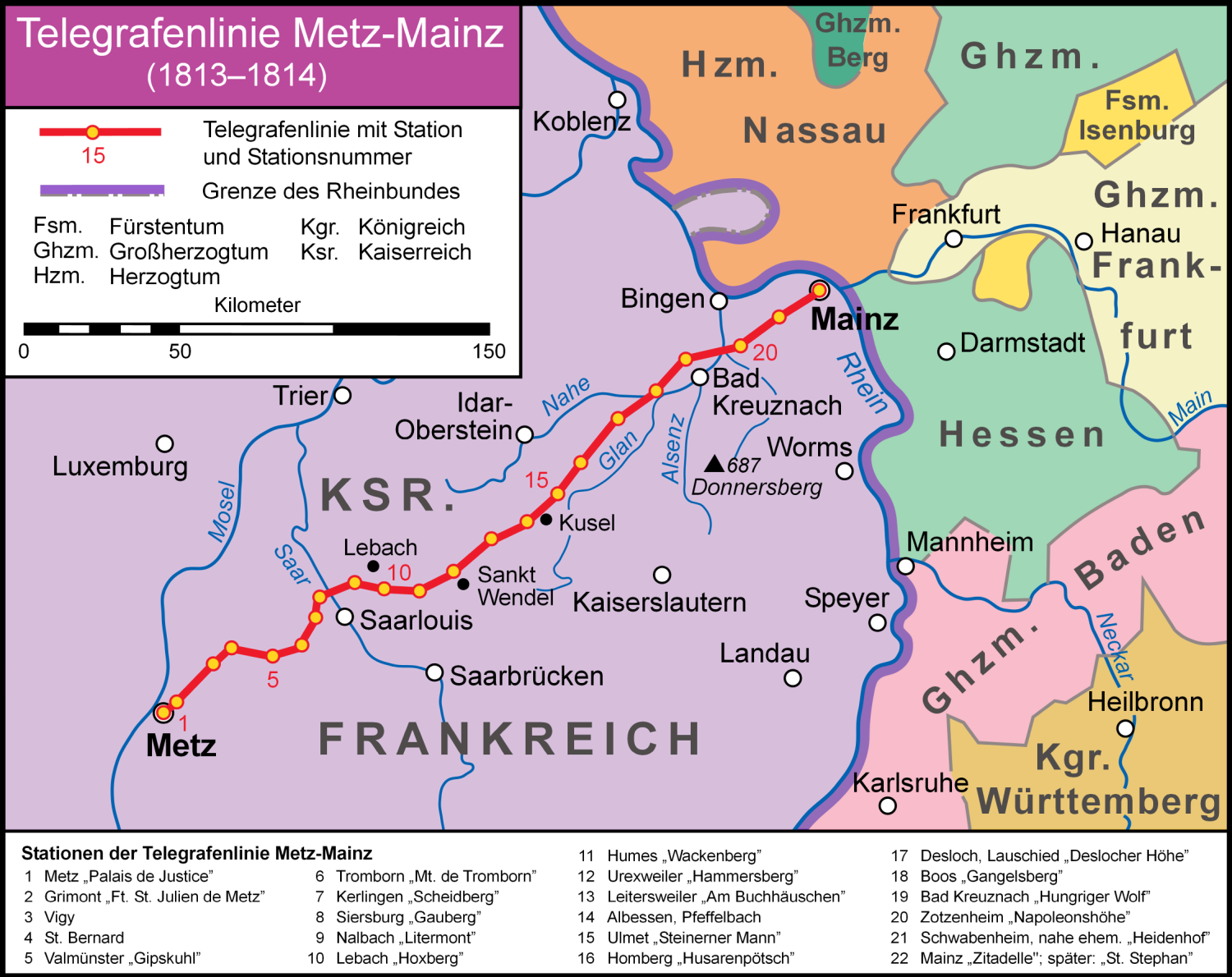
Uebersichtskarte der französischen optischen Telegrafenlinie Metz–Mainz vom Jahre 1813

|    | Standort                                                                   | Heutige Gemeinde                                          | Koordinaten                    | Entfernung zur nächsten Station | Höhe über NN | Bemerkungen |
| -- | -------------------------------------------------------------------------- | --------------------------------------------------------- | ------------------------------ | ------------------------------- | ------------ | --- |
| 1  | Département Moselle (57) Metz, Palais de Justice                           | Département Moselle (57) Metz-Stadt Rue Winston Churchill | 49° 7′ 2″ N, 6° 10′ 15″ O      | 4,7 km                          |              | bestätigter Standort: Alte Lithografien mit sichtbarer Telegrafenstation auf dem Dach des Palais de Justice sind verfügbar.                                                             |
| 2  | Department Moselle (57) Grimont, Chieulles Fort "St. Julien de Metz"       | Department Moselle (57) Grimont (OT von St. Julien)       | 49° 8′ 27″ N, 6° 12′ 47″ O     | 8,9 km                          |              | unbestätigter Standort: Fort "St. Julien de Metz" |
| 3  | Department Moselle (57) Vigy                                               | Department Moselle (57) Vigy                              | 49° 13′ 29″ N, 6° 19′ 41″ O    | 7,7 km                          |              | unbestätigter Standort: möglicher Standort entsprechend Koordinaten |
| 4  | Department Moselle (57) St. Bernard                                        | Department Moselle (57) St. Bernard                       | 49° 15′ 37″ N, 6° 23′ 34″ O    | 11,5 km                         | ? 351 m      | unbestätigter Standort: möglicher Standort entsprechend Koordinaten (höchster Geländepunkt)                                                                                             |
| 5  | Department Moselle (57) Freistroff, Valmünster Lage "Gypsgrube"            | Department Moselle (57) Valmünster                        | 49° 14′ 57″ N, 6° 31′ 32″ O    | 5,7 km                          | ? 318 m      | unbestätigter Standort: "Gypsgrube" = "Gipskuhl" |
| 6  | Department Moselle (57) Tromborn Lage "Theater"                            | Department Moselle (57) Tromborn                          | 49° 15′ 47″ N, 6° 36′ 16″ O    | 7,6 km                          | 384 m        | unbestätigter Standort: "Theater" = "Mont de Tromborn" |
| 7  | Department Moselle (57) Ihn, Gisingen Lage "Auf der/dem Steig"             | Landkreis Saarlouis Ihn, Gisingen (OT von Wallerfangen)   | 49° 19′ 25″ N, 6° 39′ 30″ O    | 5,3 km                          | 385 m        | bestätigter Standort: "Auf der/dem Steig" = "Scheidberg" bei Kerlingen |
| 8  | Department Moselle (57) Siersburg Berg "Gauberg"                           | Landkreis Saarlouis Rehlingen-Siersburg                   | 49° 22′ 18″ N, 6° 39′ 52″ O    | 9,4 km                          | 308 m        | bestätigter Standort: "Am Telegraph" |
| 9  | Department Moselle (57) Nalbach, Düppenweiler Berg "Litermont"             | Landkreis Saarlouis Nalbach                               | 49° 24′ 5″ N, 6° 47′ 6″ O      | 6,9 km                          | 413 m        | bestätigter Standort: restaurierter Telegrafenturm; Förderverein in Nalbach |
| 10 | Dép. de la Sarre (101) Lebach, Eidenborn Berg "Hoxberg"                    | Landkreis Saarlouis Eidenborn (OT von Lebach)             | 49° 23′ 29″ N, 6° 52′ 53″ O    | 7,7 km                          | 411 m        | |
| 11 | Dép. de la Sarre (101) Humes Berg "Wackenberg"                             | Landkreis Neunkirchen Humes (OT von Eppelborn)            | 49° 23′ 18″ N, 6° 59′ 14″ O    | 8,3 km                          | 405 m        | |
| 12 | Dép. de la Sarre (101) Urexweiler Berg: "Schalksberg"                      | Landkreis St. Wendel Urexweiler (OT von Marpingen)        | 49° 25′ 20″ N, 7° 5′ 24″ O     | 11,4 km                         | 410 m        | bestätigter Standort: "Schalksberg" = "Hammersberg" |
| 13 | Dép. de la Sarre (101) Niederkirchen, Leitersweiler Lage "Buchhäuschen"    | Landkreis St. Wendel Niederkirchen (OT von St. Wendel)    | 49° 29′ 10″ N, 7° 12′ 36″ O    | 9,0 km                          | 462 m        | |
| 14 | Dép. de la Sarre (101) Pfeffelbach, Albessen                               | Landkreis Kusel Albessen, Pfeffelbach                     | 49° 31′ 18″ N, 7° 19′ 27″ O    | 9,7 km                          | 479 m        | bestätigter Standort: später verlegt von Albessen in Pfeffelbacher Gemeindewald; Lage "Frühwald" oder "Frähwald"                                                                        |
| 15 | Dép. de la Sarre (101) Ulmet Berg "Steinerner Mann"                        | Landkreis Kusel Ulmet                                     | 49° 34′ 50″ N, 7° 25′ 22″ O    | 8,7 km                          | 460 m        | |
| 16 | Dép. de la Sarre (101) Homberg Berg "Husarenbusch"                         | Landkreis Kusel Homberg, Kirrweiler                       | 49° 38′ 36″ N, 7° 29′ 40″ O    | 13,4 km                         | 456 m        | bestätigter Standort: "Husarenbusch" = "Husarenpötsch" |
| 17 | Dép. de la Sarre (101) Desloch, Lauschied Lage "Deslocher Höhe"            | Landkreis Bad Kreuznach Desloch (OT von Bad Sobernheim)   | 49° 44′ 2″ N, 7° 36′ 50″ O     | 11,0 km                         | 383 m        | |
| 18 | Dép. de Rhin-et-Moselle (103) Boos Berg "Gangelsberg"                      | Landkreis Bad Kreuznach Boos, Duchroth                    | 49° 47′ 35″ N, 7° 44′ 14″ O    | 10,9 km                         | 342 m        | |
| 19 | Dép. de Rhin-et-Moselle (103) Kreuznach Lage "Hungriger Wolf"              | Landkreis Bad Kreuznach Bad Kreuznach                     | 49° 51′ 51″ N, 7° 50′ 32″ O    | 12,3 km                         | 223 m        | unbestätigter Standort: genaue Lage zwischen den Orten Hargesheim und Winzenheim nicht bekannt; Koordinaten entsprechen höchstem Geländepunkt; "Hungriger Wolf" ist Weinlage            |
| 20 | Dép. du Mont-Tonnerre (102) Sprendlingen Lage "Napoleonshöhe"              | Landkreis Mainz-Bingen Sprendlingen                       | 49° 53′ 13,3″ N, 8° 0′ 18,5″ O | 13,0 km                         | 270 m        | |
| 21 | Dép. du Mont-Tonnerre (102) Sauerschwabenheim "Windhäuserhof", "Heidenhof" | Landkreis Mainz-Bingen Schwabenheim an der Selz           | 49° 57′ 23″ N, 8° 7′ 48″ O     | 9,2 km                          | 250 m        | bestätigter Standort: genaue Lage war am höchsten Geländepunkt neben dem ehem. "Heidenhof" (nahe der heutigen Schießanlage an der Straße zwischen Ober Olmer Forsthaus und Wackernheim) |
| 22 | Dép. du Mont-Tonnerre (102) Mainz Kirche "St. Stephan"                     | Mainz Stephansplatz                                       | 49° 59′ 44″ N, 8° 16′ 7″ O     |                                 |              | bestätigte Standorte: Bis Oktober 1813 die Zitadelle Mainz, erst danach Kirche St. Stephan                                                                                              |